# Pep Molist
Josep Maria Molist i Sadurní, conegut com a Pep Molist, (Manlleu, 6 de març de 1965) és un escriptor català de literatura infantil, crític literari i bibliotecari. L'any 1994, es va publicar el seu primer llibre El tren que fa xup xup. Des de llavors ha escrit més de seixanta títols que li han reportat nombrosos guardons i se'l coneix tant per les seves obres de crítica literària com per les destinades a joves o infants, entre les quals destaquen les històries de la vaca Plis Plau. Entre 1987 i 1992 va treballar a la biblioteca pública de Balaguer i a continuació a Terrassa fins al 2004. Actualment és el responsable de l'àrea infantil de la Biblioteca del Casino de Manresa. Coordinador i crític de les pàgines de llibres del Diari Segre (1987-2000). És membre del consell de redacció de la revista Faristol: revista del llibre infantil i juvenil i crític de literatura infantil al suplement Presència i al diari El País. Des de 2002 col·labora al suplement Quadern del diari El País.

## Premis
- Premi Vet aquí un gat de Montcada i Reixac. 1999 per En Martí i el secret de l'home sac.
- Premi Rovelló[3] d'assaig sobre literatura infantil i juvenil. 2003 per Els llibres tranquils: el curs de la vida a través de la literatura infantil
- Premi Parcir d'Àlbum Infantil Il·lustrat. 2007, per El senyor sol i la senyora eriçó
- Premi Hospital Sant Joan de Déu de Barcelona[4] i Premi Crítica Serra d'Or. 2007 per Dos fils.
- Premi Crítica Serra d'Or de Literatura i Assaig.[5][6] 2014 per Salvador Espriu.
- Selecció White Ravens 2022 per Rastellera de colors.
- Premi Crítica Serra d'Or Coneixements, de literatura infantil i juvenil, per 72 dies i un vestit: la volta al món de Nellie Bly.[7]